# 1. Tennis-Bundesliga (Herren) 2015
Die Tennis-Bundesliga der Herren wurde 2015 zum 44. Mal ausgetragen. Die 1. Liga bestand aus zehn Mannschaften. Aufgestiegen waren der Kölner THC Stadion Rot-Weiß und der 1. FC Nürnberg. Am 2. Februar 2015 zog der Erfurter Tennis-Club seine Mannschaft aus der 1. Bundesliga zurück, nachdem der Sponsor Olaf Waldhoff überraschend verstorben war.

## Spieltage und Mannschaften
| Spieltage                                    |
| -------------------------------------------- |
| 1. Spieltag: So., 5. Juli 2015, 11:00 Uhr    |
| 2. Spieltag: Fr., 10. Juli 2015, 13:00 Uhr   |
| 3. Spieltag: So., 12. Juli 2015, 11:00 Uhr   |
| 4. Spieltag: So., 19. Juli 2015, 11:00 Uhr   |
| 5. Spieltag: So., 26. Juli 2015, 11:00 Uhr   |
| 6. Spieltag: Fr., 31. Juli 2015, 11:00 Uhr   |
| 7. Spieltag: So., 2. August 2015, 11:00 Uhr  |
| 8. Spieltag: So., 9. August 2015, 11:00 Uhr  |
| 9. Spieltag: So., 16. August 2015, 11:00 Uhr |

| Mannschaften                    |
| ------------------------------- |
| 1. FC Nürnberg (N)              |
| Badwerk Gladbacher HTC          |
| Erfurter TC Rot-Weiß            |
| HTC Blau-Weiß Krefeld           |
| Kölner THC Stadion Rot-Weiß (N) |
| Rochusclub Düsseldorf           |
| TC Blau-Weiss Halle             |
| TC Blau-Weiss Neuss             |
| TK Grün-Weiss Mannheim          |
| TK Kurhaus Aachen               |

1. 1 2  der Erfurter Tennis-Club zog seine Mannschaft am 2. Februar 2015 aus der Tennis-Bundesliga zurück

## Tabelle
|     | Mannschaft                      | Begegnungen | Punkte | Matches | Sätze | Spiele  |
| --- | ------------------------------- | ----------- | ------ | ------- | ----- | ------- |
| 01. | TC Blau-Weiss Halle             | 8           | 14:2   | 36:12   | 77:37 | 526:383 |
| 02. | TK Kurhaus Aachen               | 8           | 14:2   | 35:13   | 79:35 | 531:370 |
| 03. | TK Grün-Weiss Mannheim          | 8           | 10:6   | 28:20   | 65:50 | 510:457 |
| 04. | HTC Blau-Weiß Krefeld           | 8           | 9:7    | 29:19   | 67:48 | 501:457 |
| 05. | Kölner THC Stadion Rot-Weiß (N) | 8           | 9:7    | 26:22   | 59:56 | 447:465 |
| 06. | Badwerk Gladbacher HTC          | 8           | 5:11   | 17:31   | 49:71 | 434:516 |
| 07. | Rochusclub Düsseldorf           | 8           | 5:11   | 17:31   | 42:71 | 392:515 |
| 08. | TC Blau-Weiss Neuss             | 8           | 4:12   | 17:31   | 47:68 | 437:547 |
| 09. | 1. FC Nürnberg (N)              | 8           | 2:14   | 11:37   | 34:83 | 391:547 |

|                      |                                                                |
| Zum Saisonende 2014: |                                                                |
| (M)                  | Meister, Meister in der Vorsaison                              |
| (N)                  | Neuling, Aufsteiger aus der 2. Tennis-Bundesliga (Herren) 2014 |

| Zum Saisonende 2015:                                        |
| Meister Absteiger in die 2. Tennis-Bundesliga (Herren) 2016 |

## Mannschaftskader
| Pos. | Name              |
| ---- | ----------------- |
| 1    | Martin Kližan     |
| 2    | Santiago Giraldo  |
| 3    | Elias Ymer        |
| 4    | Andrea Arnaboldi  |
| 5    | Potito Starace    |
| 6    | Jonathan Eysseric |
| 7    | Gianluca Naso     |
| 8    | Eduardo Struvay   |
| 9    | Lorenzo Giustino  |
| 10   | Robert Lindstedt  |
| 11   | Johan Brunström   |
| 12   | Matthias Wunner   |
| 13   | Johannes Härteis  |
| 14   | Daniel Uhlig      |
| 15   | Philipp Dittmer   |
| 16   | Samuel Sippel     |

| Pos. | Name                   |
| ---- | ---------------------- |
| 1    | Guillermo García López |
| 2    | Andreas Haider-Maurer  |
| 3    | Albert Ramos Viñolas   |
| 4    | Ričardas Berankis      |
| 5    | Adrián Menéndez        |
| 6    | Alexander Nedowessow   |
| 7    | Andrei Golubew         |
| 8    | Márton Fucsovics       |
| 9    | Jesse Huta Galung      |
| 10   | Kamil Majchrzak        |
| 11   | Marcin Gawron          |
| 12   | Jasper Smit            |
| 13   | Mark de Jong           |
| 14   | Daniel Altmaier        |
| 15   | Tim Sandkaulen         |
| 16   | Malte Stropp           |

| Pos. | Name               |
| ---- | ------------------ |
| 1    | Paolo Lorenzi      |
| 2    | João Souza         |
| 3    | Máximo González    |
| 4    | Luca Vanni         |
| 5    | Jürgen Melzer      |
| 6    | Horacio Zeballos   |
| 7    | Íñigo Cervantes    |
| 8    | Renzo Olivo        |
| 9    | Matteo Viola       |
| 10   | Antal van der Duim |
| 11   | Martín Alund       |
| 12   | Flavio Cipolla     |
| 13   | Pablo Galdón       |
| 14   | Jens Janssen       |
| 15   |                    |
| 16   |                    |

| Pos. | Name                 |
| ---- | -------------------- |
| 1    | Benoît Paire         |
| 2    | Kimmer Coppejans     |
| 3    | Dustin Brown         |
| 4    | Julian Reister       |
| 5    | Kamil Čapkovič       |
| 6    | Pavol Červenák       |
| 7    | Filip Prpic          |
| 8    | Oscar Otte           |
| 9    | Jan Choinski         |
| 10   | Marco Pedrini        |
| 11   | Tobias Summerer      |
| 12   | Yannick Stephan Born |
| 13   | Philipp Born         |
| 14   | Marco Spitzlay       |
| 15   | Nicolai Gerwald      |
| 16   | Dennis Ehrlich       |

| Pos. | Name.                |
| ---- | -------------------- |
| 1    | Lukáš Rosol          |
| 2    | Serhij Stachowskyj   |
| 3    | Pablo Andújar        |
| 4    | Albert Montañés      |
| 5    | Igor Sijsling        |
| 6    | Jozef Kovalík        |
| 7    | Peter Torebko        |
| 8    | Filip Horanský       |
| 9    | Mats Moraing         |
| 10   | Filip Veger          |
| 11   | Matwé Middelkoop     |
| 12   | Maximilian Dinslaken |
| 13   | Martin Emmrich       |
| 14   | Lorenz Schwab        |
| 15   | Lucius von Arnim     |
| 16   | Björn Barwinski      |

| Pos. | Name                    |
| ---- | ----------------------- |
| 1    | Simone Bolelli          |
| 2    | Jarkko Nieminen         |
| 3    | Jan-Lennard Struff      |
| 4    | Daniel Gimeno Traver    |
| 5    | Robin Haase             |
| 6    | Pierre-Hugues Herbert   |
| 7    | Tim Pütz                |
| 8    | Daniel Muñoz de la Nava |
| 9    | Javier Martí            |
| 10   | Aslan Karazew           |
| 11   | Rubén Ramírez Hidalgo   |
| 12   | Dennis Novak            |
| 13   | Lennart Zynga           |
| 14   | Christopher Koderisch   |
| 15   | Philipp Hoffmann        |
| 16   |                         |

| Pos. | Name                   |
| ---- | ---------------------- |
| 1    | Diego Schwartzman      |
| 2    | Édouard Roger-Vasselin |
| 3    | Jürgen Zopp            |
| 4    | Thomas Fabbiano        |
| 5    | Adrian Ungur           |
| 6    | Filippo Volandri       |
| 7    | Antonio Veić           |
| 8    | Victor Crivoi          |
| 9    | Tom Schönenberg        |
| 10   | Jeremy Jahn            |
| 11   | Marc Meigel            |
| 12   | Kevin Deden            |
| 13   | Sascha Klör            |
| 14   | Marius Zay             |
| 15   |                        |
| 16   |                        |

| Pos. | Name                |
| ---- | ------------------- |
| 1    | Tommy Haas          |
| 2    | Dominic Thiem       |
| 3    | Benjamin Becker     |
| 4    | Jiří Veselý         |
| 5    | Federico Delbonis   |
| 6    | Dušan Lajović       |
| 7    | Tobias Kamke        |
| 8    | Gerald Melzer       |
| 9    | Martin Fischer      |
| 10   | Björn Phau          |
| 11   | Robin Kern          |
| 12   | Alexander Peya      |
| 13   | Simon Stadler       |
| 14   | Marc López          |
| 15   | Jannik Gieße        |
| 16   | Alexander Kürschner |

| Pos. | Name                  |
| ---- | --------------------- |
| 1    | Roberto Bautista Agut |
| 2    | Pablo Cuevas          |
| 3    | Philipp Kohlschreiber |
| 4    | Florian Mayer         |
| 5    | Andreas Seppi         |
| 6    | Aljaž Bedene          |
| 7    | Steve Darcis          |
| 8    | Alexander Zverev      |
| 9    | Carlos Berlocq        |
| 10   | Matthias Bachinger    |
| 11   | Peter Gojowczyk       |
| 12   | Andreas Beck          |
| 13   | Daniel Brands         |
| 14   | Philipp Petzschner    |
| 15   | Dominik Meffert       |
| 16   |                       |

## Ergebnisse
Spielfreie Begegnungen werden nicht gelistet.
| Datum/Uhrzeit    | Heimmannschaft              | Gastmannschaft              | Matches | Sätze | Spiele |
| ---------------- | --------------------------- | --------------------------- | ------- | ----- | ------ |
| So. 05.07. 11:00 | Kölner THC Stadion Rot-Weiß | HTC Blau-Weiß Krefeld       | 3:3     | 6:8   | 56:62  |
| So. 05.07. 11:00 | Badwerk Gladbacher HTC      | TC Blau-Weiss Neuss         | 5:1     | 10:5  | 72:61  |
| So. 05.07. 11:00 | 1. FC Nürnberg              | TC Blau-Weiß Halle          | 2:4     | 5:10  | 47:69  |
| So. 05.07. 11:00 | TK GW Mannheim              | TK Kurhaus Lambertz Aachen  | 2:4     | 5:9   | 53:63  |
| Fr. 10.07. 13:00 | HTC Blau-Weiß Krefeld       | TK Kurhaus Lambertz Aachen  | 2:4     | 7:9   | 59:64  |
| Fr. 10.07. 13:00 | Badwerk Gladbacher HTC      | Kölner THC Stadion Rot-Weiß | 3:3     | 9:7   | 61:51  |
| Fr. 10.07. 13:00 | TC Blau-Weiss Neuss         | TK GW Mannheim              | 1:5     | 6:10  | 61:69  |
| Fr. 10.07. 13:00 | Rochusclub Düsseldorf       | 1. FC Nürnberg              | 6:0     | 12:2  | 72:48  |
| So. 12.07. 11:00 | Kölner THC Stadion Rot-Weiß | 1. FC Nürnberg              | 4:2     | 10:5  | 68:50  |
| So. 12.07. 11:00 | TK Kurhaus Lambertz Aachen  | Badwerk Gladbacher HTC      | 6:0     | 12:2  | 70:39  |
| So. 12.07. 11:00 | TC Blau-Weiß Halle          | Rochusclub Düsseldorf       | 6:0     | 12:2  | 71:45  |
| So. 12.07. 11:00 | TK GW Mannheim              | HTC Blau-Weiß Krefeld       | 0:6     | 3:12  | 58:74  |
| So. 19.07. 11:00 | HTC Blau-Weiß Krefeld       | Badwerk Gladbacher HTC      | 6:0     | 12:0  | 75:36  |
| So. 19.07. 11:00 | 1. FC Nürnberg              | TK Kurhaus Lambertz Aachen  | 1:5     | 3:11  | 41:71  |
| So. 19.07. 11:00 | TC Blau-Weiß Halle          | TK GW Mannheim              | 2:4     | 5:9   | 49:61  |
| So. 19.07. 11:00 | Rochusclub Düsseldorf       | TC Blau-Weiss Neuss         | 3:3     | 7:7   | 59:56  |
| So. 26.07. 11:00 | Kölner THC Stadion Rot-Weiß | TC Blau-Weiß Halle          | 1:5     | 3:10  | 36:67  |
| So. 26.07. 11:00 | TK GW Mannheim              | 1. FC Nürnberg              | 5:1     | 10:3  | 72:49  |
| So. 26.07. 11:00 | TK Kurhaus Lambertz Aachen  | TC Blau-Weiss Neuss         | 6:0     | 12:2  | 70:39  |
| So. 26.07. 11:00 | Badwerk Gladbacher HTC      | Rochusclub Düsseldorf       | 5:1     | 11:4  | 70:59  |
| Fr. 31.07. 13:00 | HTC Blau-Weiß Krefeld       | 1. FC Nürnberg              | 5:1     | 10:5  | 60:53  |
| Fr. 31.07. 13:00 | Badwerk Gladbacher HTC      | TC Blau-Weiß Halle          | 1:5     | 4:11  | 49:72  |
| Fr. 31.07. 13:00 | TC Blau-Weiss Neuss         | Kölner THC Stadion Rot-Weiß | 3:3     | 7:8   | 53:61  |
| Fr. 31.07. 13:00 | Rochusclub Düsseldorf       | TK GW Mannheim              | 0:6     | 0:12  | 0:72   |
| So. 02.08. 11:00 | Kölner THC Stadion Rot-Weiß | TK GW Mannheim              | 5:1     | 10:5  | 64:58  |
| So. 02.08. 11:00 | TK Kurhaus Lambertz Aachen  | Rochusclub Düsseldorf       | 5:1     | 11:2  | 73:37  |
| So. 02.08. 11:00 | 1. FC Nürnberg              | TC Blau-Weiss Neuss         | 0:6     | 2:12  | 42:73  |
| So. 02.08. 11:00 | TC Blau-Weiß Halle          | HTC Blau-Weiß Krefeld       | 4:2     | 9:4   | 70:45  |
| So. 09.08. 11:00 | 1. FC Nürnberg              | Badwerk Gladbacher HTC      | 4:2     | 9:8   | 61:62  |
| So. 09.08. 11:00 | Rochusclub Düsseldorf       | Kölner THC Stadion Rot-Weiß | 1:5     | 4:11  | 50:67  |
| So. 09.08. 11:00 | TC Blau-Weiß Halle          | TK Kurhaus Lambertz Aachen  | 5:1     | 10:7  | 58:56  |
| So. 09.08. 11:00 | TC Blau-Weiss Neuss         | HTC Blau-Weiß Krefeld       | 2:4     | 5:9   | 50:68  |
| So. 16.08 11:00  | HTC Blau-Weiß Krefeld       | Rochusclub Düsseldorf       | 1:5     | 5:11  | 58:70  |
| So. 16.08 11:00  | TK Kurhaus Lambertz Aachen  | Kölner THC Stadion Rot-Weiß | 4:2     | 8:4   | 64:44  |
| So. 16.08 11:00  | TK GW Mannheim              | Badwerk Gladbacher HTC      | 5:1     | 11:5  | 67:45  |
| So. 16.08 11:00  | TC Blau-Weiss Neuss         | TC Blau-Weiß Halle          | 1:5     | 3:10  | 44:70  |